# Richey Reneberg
Richey Reneberg (Phoenix, 5 ottobre 1965) è un ex tennista statunitense.
Vincitore di due titoli del Grande Slam in doppio, è stato numero 1 del ranking di specialità e numero 20 in singolare.

## Biografia
Iscritto alla Southern Methodist University, Richey Reneberg è stato per tre volte un All-America, raggiungendo nel 1986 la finale NCAA.

Nel 1987, al primo anno da professionista vince l'ATP World Tour Awards come migliore rivelazione.

In coppia con Jim Grabb ha raggiunto la prima posizione nel doppio grazie alla due finali raggiunte nel 1992 prima a Wimbledon, poi agli US Open, la prima persa e la seconda vinta.

Nel 1995, vince il titolo agli Australian Open, questa volta insieme a Jared Palmer, dopo aver sconfitto in finale Mark Knowles e Daniel Nestor.

Nel singolare è riuscito a vincere solo tre titoli su un totale di sette finali, raggiungendo, al massimo, la ventesima posizione in classifica, nel maggio 1991.

## Statistiche

### Singolare

#### Vittorie (3)
| Legenda                   |
| Grande Slam (0)           |
| ATP World Tour Finals (0) |
| ATP Masters 1000 (0)      |
| ATP World Tour 500 (0)    |
| ATP World Tour 250 (3)    |

| N  | Data            | Torneo                               | Superficie  | Avversario in finale | Punteggio     |
| 1. | 6 maggio 1991   | Tampa Open, Tampa                    | Terra rossa | Petr Korda           | 4–6, 6–4, 6–2 |
| 2. | 11 gennaio 1993 | Kuala Lumpur Open, Kuala Lumpur Open | Cemento     | Olivier Delaître     | 6–3, 6–1      |
| 3. | 17 giugno 1996  | Wilkinson Championships, Rosmalen    | Erba        | Stéphane Simian      | 6–4, 6–0      |

#### Sconfitte in finale (4)
| Legenda                   |
| Grande Slam (0)           |
| ATP World Tour Finals (0) |
| ATP Masters 1000 (0)      |
| ATP World Tour 500 (1)    |
| ATP World Tour 250 (3)    |

| N  | Data            | Torneo                                 | Superficie | Avversario in finale | Punteggio               |
| 1. | 8 gennaio 1990  | Wellington Classic, Wellington         | Cemento    | Emilio Sánchez       | 7–6, 4–6, 6–4, 4–6, 1–6 |
| 2. | 10 gennaio 1994 | Oahu Open, USA                         | Cemento    | Wayne Ferreira       | 4–6, 7–6, 1–6           |
| 3. | 22 aprile 1996  | Japan Open Tennis Championships, Tokyo | Cemento    | Pete Sampras         | 4–6, 5–7                |
| 4. | 10 marzo 1997   | Tennis Channel Open, Scottsdale        | Cemento    | Mark Philippoussis   | 4–6, 6–7                |

## Finali nei tornei del Grande Slam

### Doppio

#### Vittorie (2)
| Anno | Torneo          | Superficie | Compagno     | Avversari in finale        | Punteggio          |
| 1992 | US Open         | Cemento    | Jim Grabb    | Kelly Jones Rick Leach     | 3–6, 7–6, 6–3, 6–3 |
| 1995 | Australian Open | Cemento    | Jared Palmer | Mark Knowles Daniel Nestor | 6–3, 3–6, 6–3, 6–2 |

#### Finali perse (1)
| Anno | Torneo    | Superficie | Compagno  | Avversari in finale        | Punteggio                 |
| 1992 | Wimbledon | Erba       | Jim Grabb | John McEnroe Michael Stich | 5–7, 7–6, 3–6, 7–6, 19–17 |